# Boule (pan)

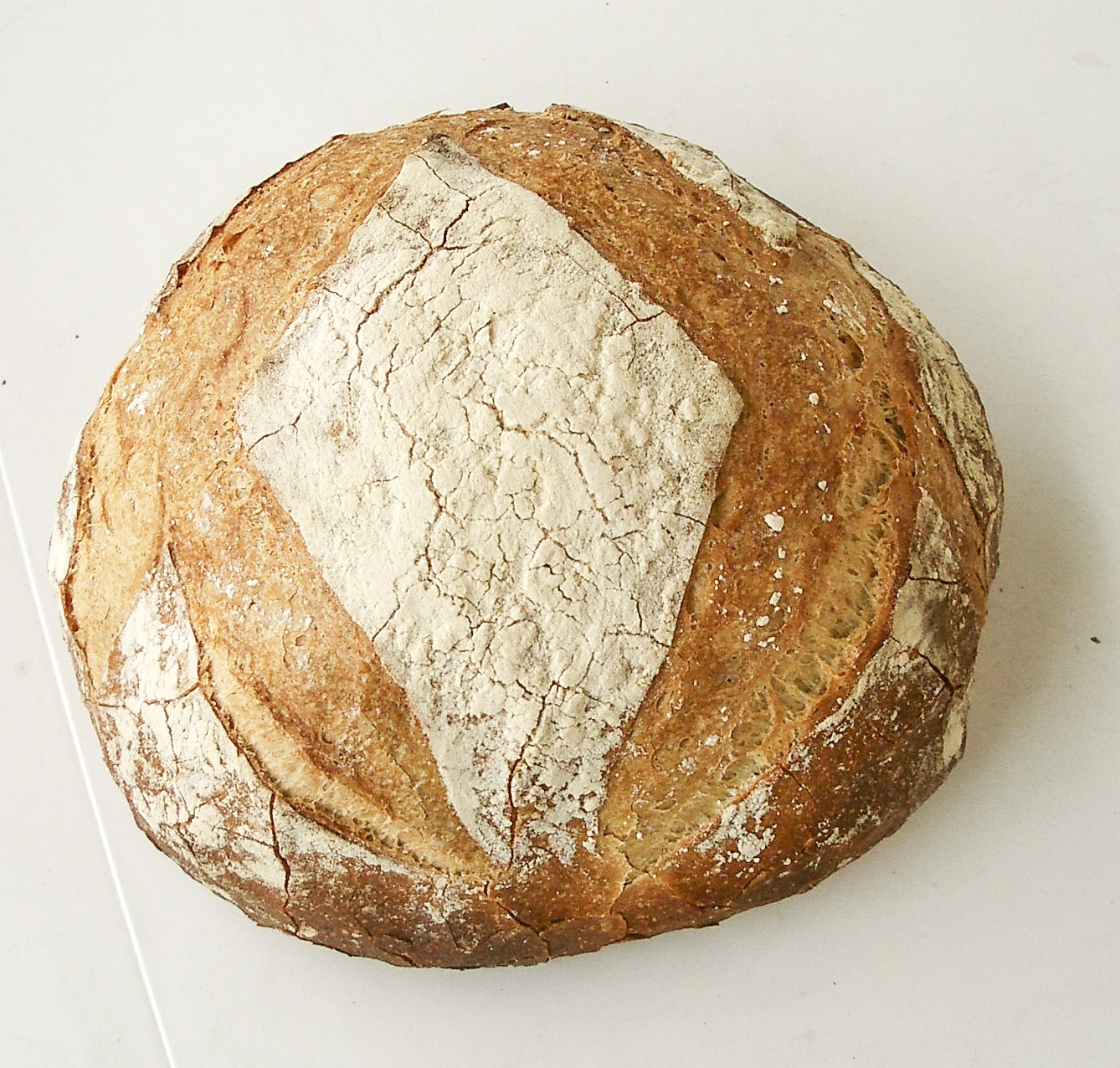
Boule de campagne.

Una miche, llamada a veces boule o pain de campagne (francés: ‘bola’ o 'pan de campo'), es una hogaza de pan tradicional de Francia. La palabra miche se refiere únicamente a su forma redonda de gran bola aplastada, pero no presupone ningún tipo de elaboración en particular. Tradicionalmente es un pan rústico y tradicional hecho de harina de trigo o de centeno o de la mezcla de ambos, usando masa madre con levadura de panadería, sin azúcar ni grasas. 
Por su forma, las miches guardan mejor la humedad y tardan más en resecarse, por lo que se conservan más tiempo que los panes alargados. Las miches tradicionales tenían un peso de aproximadamente un kilogramo, pero se encuentran en la actualidad de 400 gramos, su peso mínimo.
La boule o miche ocupa el tercer puesto en las preferencias de los franceses, detrás de la baguette llamada "clásica" y la baguette llamada "tradición".
La boule más famosa es probablemente la miche Poilâne, una bola de pan tradicional elaborada con ingredientes cuidadosamente escogidos por la familia Poilâne, una familia de panaderos artesanales establecidos en París desde 1932. La miche Poilâne adquirió gran fama en Francia en los años 1970, cuando los consumidores empezaron a desdeñar el pan de miga muy blanca, más insípida, y se recuperó el gusto por los sabores de antaño. En el siglo XXI, su fama se ha extendido en el extranjero y la empresa reparte miches diariamente en 20 país del mundo, de Estados Unidos hasta Japón, vía FedEx.
En los bistrós de París, es bastante frecuente ver anunciadas tartines (tostas) de pan Poilâne, que son largas rebanadas cortadas de una miche.